# مسابقه آواز یوروویژن ۲۰۱۰
مسابقه آواز یوروویژن ۲۰۱۰ (Eurovision 2010)
پنجاه و پنجمین مسابقه سالانه یوروویژن است که در تلنور آرنا در اسلو در نروژ برگزار شد. علت انتخاب، نروژ قهرمانی الکساندر ریبک با آهنگ داستان‌پریان در مسابقه یوروویژن ۲۰۰۹ بود. این دوره سومین دوره‌ای است که نروژ میزبان مسابقات است. نروژ در دوره‌های یوروویژن ۱۹۸۶ و یوروویژن ۱۹۹۶ نیز میزبان شده بود.
در این دوره، لنا مایر-لاندروت از آلمان با ترانه ماهواره (Satellite)، با کسب ۲۴۶ امتیاز جایگاه اول را کسب کرد. همچنین مانگا با ترانه ما می‌توانیم یکی باشیم که به نمایندگی از ترکیه شرکت کرده‌بود دوم شد.